# Hannah Teter
Hannah Lee Teter (Belmont, 27 de enero de 1987) es una deportista estadounidense que compitió en snowboard, especialista en la prueba de halfpipe.
Participó en tres Juegos Olímpicos de Invierno, en la disciplina de halfpipe, obteniendo en total dos medallas, oro en Turín 2006 y plata en Vancouver 2010, y el cuarto lugar en Sochi 2014.
Ganó una medalla de bronce en el Campeonato Mundial de Snowboard de 2005, en la prueba de halfpipe. Adicionalmente, consiguió seis medallas en los X Games de Invierno.

## Medallero internacional
| Juegos Olímpicos   | Juegos Olímpicos   | Juegos Olímpicos  | Juegos Olímpicos |
| Año                | Lugar              | Medalla           | Prueba           |
| ------------------ | ------------------ | ----------------- | ---------------- |
| 2006               | Turín (Italia)     | Medalla de oro    | Halfpipe         |
| 2010               | Vancouver (Canadá) | Medalla de plata  | Halfpipe         |
| Campeonato Mundial |                    |                   |                  |
| Año                | Lugar              | Medalla           | Prueba           |
| 2005               | Whistler (Canadá)  | Medalla de bronce | Halfpipe         |

| X Games de Invierno | X Games de Invierno    | X Games de Invierno | X Games de Invierno |
| Año                 | Lugar                  | Medalla             | Prueba              |
| ------------------- | ---------------------- | ------------------- | ------------------- |
| 2003                | Aspen (Estados Unidos) | Medalla de bronce   | Superpipe           |
| 2004                | Aspen (Estados Unidos) | Medalla de oro      | Superpipe           |
| 2005                | Aspen (Estados Unidos) | Medalla de bronce   | Superpipe           |
| 2009                | Aspen (Estados Unidos) | Medalla de bronce   | Superpipe           |
| 2010                | Aspen (Estados Unidos) | Medalla de bronce   | Superpipe           |
| 2012                | Aspen (Estados Unidos) | Medalla de bronce   | Superpipe           |